# Super Bowl LX
El Super Bowl LX será la final del campeonato de la National Football League (NFL) correspondiente a la temporada 2025.
Se llevará a cabo el 8 de febrero de 2026 en el estadio Levi's Stadium de Santa Clara, California.

## Sede

### Proceso de selección
La liga ha tomado todas las decisiones con respecto a los sitios de hospedaje desde el Super Bowl LVII (celebrado en febrero de 2023) en adelante. No existe un proceso de licitación por sitio: la liga selecciona unilateralmente una sede potencial, el equipo elegido elabora una propuesta de hospedaje y luego los propietarios de la liga votan para determinar si es aceptable.
El 18 de mayo de 2023, se informó que el Levi's Stadium, sede de los 49ers de San Francisco, era considerado el favorito para ser sede del Super Bowl LX. El 22 de mayo, la NFL anunció que el Super Bowl LX se jugará en el Levi's Stadium.

### Sede

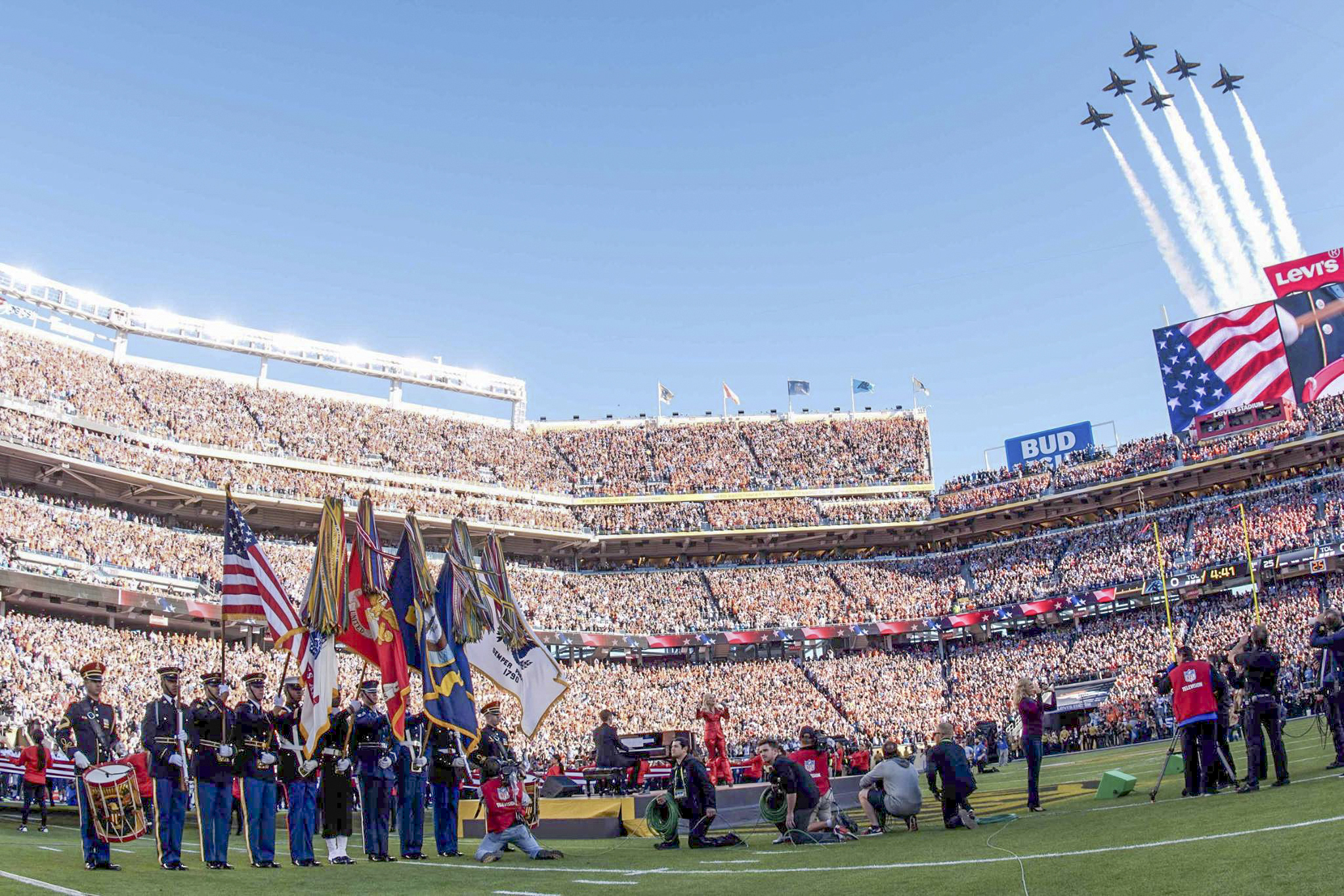
Ceremonia de apertura del Superbowl 50.

Será la segunda ocasión en la que el Levi's Stadium sea la sede del partido final de la National Football League luego de la edición 50 disputada en febrero de 2016.

### Logo
Como ha sido tradición desde el Super Bowl LVI, el logotipo del Super Bowl incluye números romanos con imágenes de la ciudad/región anfitriona. Para el Super Bowl LX, el logotipo se reveló el 9 de febrero de 2025, en una publicación en las redes sociales de la emisora de juegos NBC Sports luego de la conclusión del Super Bowl LIX, antes de una presentación formal en una conferencia de prensa posterior al juego en Nueva Orleans al día siguiente. Los números romanos tienen un tema CMYK e incorporan puntos de referencia del Área de la Bahía, como el horizonte de San Francisco, el puente Golden Gate y las secuoyas.

## Transmisión

### Estados Unidos

#### Televisión
El Super Bowl LX está programado para ser televisado por NBC como parte del contrato televisivo de 11 años de la NFL, que permite una rotación de cuatro años entre CBS, Fox, NBC y ABC/ESPN. Bajo esta rotación, la liga le otorgó a NBC el Super Bowl durante los mismos años en que tiene su cobertura de los Juegos Olímpicos de Invierno. El Super Bowl LX será la segunda vez después del Super Bowl LVI que el juego se programe en una fecha que caiga dentro del rango de fechas de un evento olímpico en curso (y la tercera en que la fecha será en un año olímpico y para que ambos eventos se programen para transmitirse en la misma cadena), los Juegos Olímpicos de Invierno de 2026 en Milán y Cortina d'Ampezzo, Italia. Como lo ha hecho en años anteriores, NBC ofrecerá paquetes combinados de espacios publicitarios que cubrirán el Super Bowl, los Juegos Olímpicos y (nuevo para 2026) el All-Star Game de la NBA.
Se espera que se realice una transmisión en español a través de una de las cadenas hermanas de NBC, ya sea Telemundo o Universo.

#### Streaming
Está previsto que el juego se transmita en vivo mediante Peacock, así como en NFL+ a través de dispositivos móviles.

#### Radio
Westwood One tiene los derechos de radio nacionales del juego.